# Венстре
Ве́нстре, Либера́льная па́ртия Да́нии (дат. Venstre, Danmarks Liberale Parti, более известная как Венстре) — датская праволиберальная политическая партия. Крупнейшая правоцентристская партия и вторая крупнейшая партия по количеству членов в стране. Начиная с 2022 года вместе с Социал-демократами и «Умеренными» формирует второе правительство Метте Фредериксен.
В прошлом партия представляла интересы крестьянского населения, сейчас она сфокусирована на экономическом либерализме и свободном рынке. Входит в Либерального интернационала и Альянс либералов и демократов за Европу.

## История Венстре

### XIX век
5 мая 1846 года основано Общество друзей крестьян (дат. Bondevennernes Selskab). Одной из целей новой организации — добиться для крестьян равных прав с другими классами общества. Уже к середине 1847 года общество насчитывало более 5500 членов, а позже их число увеличилось до 10 000. Ассоциация участвовала в выборах в Учредительное собрание в 1848 году, сыграв немалую роль в придании новой Конституции Дании более демократический характер. Общество друзей крестьян фактически положило начало широкому народному движению, которое постепенно превратилось в широко разветвлённую сеть местных обществ, чаще всего близко связанных с кооперативным движением. На базе трёх парламентских групп, представлявших это движение, в Фолькетинге в 1870 году и возникла партия Венстре. В первые годы существования партия состояла из разных и часто взаимно спорящих групп. Их объединили стремление к либерализму, соблюдение интересов аграрного хозяйства и сельского населения и сопротивление правящим в стране консерваторам, выступавшим в защиту крупных землевладельцев и против парламентаризма. Именно из-за противостояния консервативным силам, традиционно занимавшим правую сторону парламента, партия и получила своё название — Венстре («Левая»). Позднее противостоящие либералам Национал-либеральная партия (дат. De Nationalliberale) и Национальная партия землевладельцев (дат. Nationale Godsejere) объединились в партию названную по аналогии с Венстре — Хойре (дат. Højre — «Правая», ныне Консервативная народная партия).
Получив в 1872 году абсолютное большинство в датском парламенте, Венстре, из-за особенностей  датского законодательства того времени, не смогла прийти к власти, но зато стала ведущей партией в борьбе за укрепление парламентаризма в стране. Уже с 1873 года в партии нарастают противоречия между умеренным и радикальным крыльями. Около 1880 года Венстре фактически разделилась на две противоборствующие стороны: Народное Венстре (дат. Det Folkelige Venstre) и Умеренное Венстре (дат. Moderate Venstre). В 1895 году Венстре окончательно раскололась на две партии: Реформистскую Венстре и Умеренное (Модератное) Венстре. В 1905 году из Реформистского Венстре вышло радикальное крыло, основавшее свою партию — Радикальное Венстре (дат. Radikale Venstre). В 1910 году реформисты и умеренные вновь объединились в одну партию, названную Датская Либеральная (дат. Danmarks Liberale Parti).
Борьба партии за парламентаризм закончилась в 1901 году, после того, как, в связи с изменением государственного строя, больше нельзя создавать правительство без большинства в парламенте и издавать законы в обход Фолькетинга. Ранее, с 1872 года, Хойре было вынуждено создавать правительства без большинства в парламенте и править страной благодаря временным законам при поддержке Короля. Период с 1872 по 1901 годы в датской истории известен как годы временного правительства.

### XX век
В 1901 году Йохан Хенрик Деунтсер создал первое правительство Венстре, в которое вошли как реформисты, так и умеренные. С 1901 по 1909 годы обе Венстре были правящими партиями Дании. В 1908 году министр юстиции Дании и член Венстре П. А. Алберти признался в совершении мошенничества на сумму 18 млн крон (сейчас примерно 1 млрд крон — 5,8 млрд рублей). В связи с чем в 1909 году Венстре вынуждено передать правительственную власть Радикальному Венстре. Но уже через год Венстре опять стало правящей партией, сформировав в 1910 году правительство Клауса Бернтсена, находившееся у власти до 1913 года.
В период между Первой и Второй мировых войн Венстре дважды приходило к власти: 1920—24, 1926—29 годах. Этот период в датской истории характеризовался доминированием Социал-демократической партии и её председателя Торвальда Стаунинга.
Период после Второй мировой войны также прошёл под знаком доминирования социал-демократов. С 1945 по 1982 годы Венстре имела правительственную власть всего 7 лет: 1945—47, 1950—53, 1973—75. Кроме того Венстре участвовало в правительстве Хилмара Баунсгорда в 1968—71 годах. Ситуация изменилась в 1982 году, когда Венстре и Консервативная народная партия создали правительство под руководством консерватора Поуля Шлютера. Это правительство находилось у власти 11 лет, до 1993 года, когда Шлютер, после дела тамилов, ушёл в отставку, уступив пост премьер-министра социал-демократу Поулю Нюрупу Расмуссену.
В XX веке Венстре традиционно выступала за свободную торговлю, а также в защиту интересов крестьян и сельского населения. Урбанизация и индустриализация Дании изменили социальную обстановку в стране и привели к снижению влияния партии. Начиная с 1950-х годов, во многом из-за переселения жителей деревень в города, количество членов и избирателей Венстре сильно уменьшалось. Так, если в 1920 году за партию было отдано 34,0 % голосов избирателей, то в 1947 только 27,6 %, а в 1987 всего 10,5 %. С середины 1960-х годов Венстре начинает превращаться в классическую либеральную партию, что позволило в 1980-х годах ей расширить влияние в городских регионах, хотя и недостаточно для того, чтобы встать в число ведущих партий Дании.
В 1984 году председателем Венстре стал Уффе Эллеманн-Енсен. Под его руководством в 1990-х годах партия завершает свою перестройку в городскую либеральную и за счёт этого, а также резкой конфронтации с Социал-демократической партией, например, выступая за обширное снижение налогов и сокращение государственных расходов, укрепление рыночной экономики и увеличение приватизации, вновь становится ведущей несоциалистической партией Дании. После поражения на выборах 1998 года Уффе Эллеманн-Енсен ушёл с должности председателя партии.

### Современное Венстре
В XXI век Венстре вступила с новым лидером — председателем, после отставки Эллеманн-Йенсена, стал Андерс Фог Расмуссен. Под его влиянием партия смещается в сторону правого центра. Результатом политики нового лидера явилось то, что первое десятилетие XXI века отмечено доминированием Венстре. В этом периоде она превращается в самую популярную партию Дании. С 2001 по 2009 годы премьер-министром Дании был председатель Венстре Андерс Фог Расмуссен, ушедший с должности главы правительства, чтобы стать генеральным секретарём НАТО. В 2009—2011 годах премьер-министром Дании был председатель Венстре Ларс Лёкке Расмуссен. Спикером Фолькетинга в 2007—2011 годах был Тор Педерсен.

## Партии, сотрудничавшие с Венстре
Венстре чаще всего сотрудничало с Консервативной народной партией, четыре раза создавая вместе с ней так называемое VK-правительство (1950-53, 1968-71, 1982-93, 2001-сейчас). Кроме того представители Венстре входили в правительства вместе с Радикальной Венстре (1968—71, 1988—90), Социал-демократической партией (1978—79), Демократами центра (1982—88), Христианской народной партией (1982—88).

## Венстре на выборах
| Год             | Доля голосов | Самая большая партия1 | Правящая2 | В правительстве3 |
| --------------- | ------------ | --------------------- | --------- | ---------------- |
| 1884            | 53,3 %       | Х                     |           |                  |
| 1887            | 58,1 %       | Х                     |           |                  |
| 1890            | 53,0 %       | Х                     |           |                  |
| 1892            | 28,1 % 4     |                       |           |                  |
| 1895            | 40,5 %       | Х                     |           |                  |
| 1898            | 43,6 %       | Х                     |           |                  |
| 1901            | 45,9 %       | Х                     | Х         |                  |
| 1905            | 49,3 %       | Х                     | Х         |                  |
| 1906            | 31,9 %       | Х                     | Х         |                  |
| 1909            | 25,7 %       |                       |           |                  |
| 1910            | 34,1 %       | Х                     | Х         |                  |
| 1913            | 29,0 %       |                       |           |                  |
| 1915            | - 5          |                       |           |                  |
| 1918            | 29,7 %       | Х                     |           |                  |
| 1920 (Апрель)   | 34,4 %       | Х                     |           |                  |
| 1920 (Июль)     | 36,2 %       | Х                     |           |                  |
| 1920 (Сентябрь) | 34,0 %       | Х                     | Х         |                  |
| 1924            | 28,3 %       |                       |           |                  |
| 1926            | 28,4 %       |                       | Х         |                  |
| 1929            | 28,3 %       |                       |           |                  |
| 1932            | 28,1 %       |                       |           |                  |
| 1935            | 17,9 %       |                       |           |                  |
| 1939            | 18,2 %       |                       |           |                  |
| 1943            | 18,7 %       |                       |           |                  |
| 1945            | 23,4 %       |                       |           |                  |
| 1947            | 26,1 %       |                       |           |                  |
| 1950            | 21,3 %       |                       | Х         |                  |
| 1953 (апрель)   | 22,1 %       |                       |           |                  |
| 1953 (сентябрь) | 23,1 %       |                       |           |                  |
| 1957            | 25,1 %       |                       |           |                  |
| 1960            | 21,1 %       |                       |           |                  |
| 1964            | 20,8 %       |                       |           |                  |
| 1966            | 19,3 %       |                       |           |                  |
| 1968            | 18,6 %       |                       |           | Х                |
| 1971            | 15,6 %       |                       |           |                  |
| 1973            | 12,3 %       |                       | Х         |                  |
| 1975            | 23,3 %       |                       |           |                  |
| 1977            | 12,0 %       |                       |           | Х (с 1978)       |
| 1979            | 12,5 %       |                       |           |                  |
| 1981            | 11,3 %       |                       |           | Х (с 1982)       |
| 1984            | 12,1 %       |                       |           | Х                |
| 1987            | 10,5 %       |                       |           | Х                |
| 1988            | 11,8 %       |                       |           | Х                |
| 1990            | 15,8 %       |                       |           | Х                |
| 1994            | 23,3 %       |                       |           |                  |
| 1998            | 24,0 %       |                       |           |                  |
| 2001            | 31,2 %       | Х                     | Х         |                  |
| 2005            | 29,0 %       | Х                     | Х         |                  |
| 2007            | 26,3 %       | Х                     | Х         |                  |
| 2011            | 26,7 %       | Х                     |           |                  |

1.↑ Самая большая партия — Венстре получило на выборах голосов больше чем любая другая партия
2.↑ Правящая — член Венстре возглавляет правительство
3.↑ В правительстве — члены Венстре входят в правительство, но не занимают пост премьер-министра.
4.↑ Указано количество голосов отданых за Реформистскую Венстре.
5.↑ Т.н. «Мирные» выборы. Большинство голосов не подсчитали, данные этих выборов не существуют
По этим данным видно, что начиная с 1884 года Венстре имела абсолютное большинство голосов в Фолькетинге с 1884 по 1892, а также с 1895 по 1901 годы, но из-за особенностей тогдашнего датского законодательства не могло править страной. В общей сложности Венстре была самой большой партии Дании 38 лет (1884-92, 1895—1909, 1910—13, 1918-24, с 2001 года и по сегодняшний день). При этом Венстре правила Данией, т.е. входила в правительство, в течение 33 лет. С 1924 по 2001 самой большой партией Дании была Социал-демократическая партия. Только в 2001 году Венстре удалось вновь стать самой большой партией страны.

## Премьер-министры Дании из Венстре
- 24 июля 1901 — 14 января 1905 — Йохан Генрих Дёйнцер
- 14 января 1905 — 15 октября 1908 — Йенс Кристиан Кристенсен
- 12 октября 1908 — 16 августа 1909 — Нильс Неэргорд
- 16 августа 1909 — 28 октября 1909 — Людвиг Хольстейн-Ледреборг
- 5 июля 1910 — 21 июня 1913 — Клаус Бернтсен
- 5 мая 1920 — 23 апреля 1924 — Нильс Неэргорд
- 14 декабря 1926 — 30 апреля 1929 — Томас Мадсен-Мюгдаль
- 7 ноября 1945 — 13 ноября 1947 — Кнуд Кристенсен
- 30 октября 1950 — 30 сентября 1953 — Эрик Эриксен
- 19 декабря 1973 — 13 февраля 1975 — Поуль Хартлинг
- 27 ноября 2001 — 5 апреля 2009 — Андерс Фог Расмуссен
- 5 апреля 2009 — 3 октября 2011; 28 июня 2015 — 27 июня 2019 — Ларс Лёкке Расмуссен

## Председатели Венстре с 1929 года
- 1929—1941 — Томас Мадсен-Мюгдаль
- 1941—1949 — Кнуд Кристенсен
- 1949—1950 — Эдвард Сёренсен
- 1950—1965 — Эрик Эриксен
- 1965—1977 — Поуль Хартлинг
- 1977—1984 — Хеннинг Кристоферсен
- 1984—1998 — Уффе Эллеманн-Йенсен
- 1998—2009 — Андерс Фог Расмуссен
- 2009—2019 — Ларс Лёкке Расмуссен
- 2019—2023 — Якоб Эллеманн-Йенсен
- 2023 Стефани Лосе (и. о.)
- 2023 — н. в. Троэльс Лунд Поульсен

## Организационная структура
Левая партия состоит из регионов (regioner), регионы из секций (kommuneforening). Высший орган — национальная конференция (landsmøde), между национальной конференции — главное правление (hovedbestyrelse).
Регионы
Регионы партии соответствуют регионам королевства. Высший орган региона — региональная конференция, между региональными конференциями — региональное правление (regionsbestyrelse).
Смежные организации
Молодёжная организация — «Левая молодёжь» (Venstres Ungdom, VU)